# بصل شجري
البصل الشجري (الاسم العلمي: Allium × proliferum)؛ هي نبتةٌ مُعمِّرةٌ يُشبه البصل، لكنه يملك بُصيلات بينما البصل له زهور. يُعرفُ هذا النَّبات بِالبصل الماشي، البصل القُمِّي أو البصل المصري. أظهرت الأدلة الجينومية بشكل قاطع أنَّ النَّبات هجين ثنائي الصبغة من الثوم العسقلاني والبصل الويلزي.